# Wolsan-dong
Wolsan-dong (koreanska: 월산동) är en stadsdel i Sydkorea. Den ligger i stadsdistriktet  Nam-gu i staden  Gwangju, i den sydvästra delen av landet, 270 km söder om huvudstaden Seoul.

## Indelning
Administrativt är Wolsan-dong indelat i:
| Namn    | Namn              | Yta i km² | Invånare 31 dec 2018 |
| ------- | ----------------- | --------- | -------------------- |
| 월산동  | Wolsan-dong       | 0,93      | 8 863                |
| 월산4동 | Wolsan 4(sa)-dong | 0,57      | 9 528                |
| 월산5동 | Wolsan 5(o)-dong  | 0,44      | 7 057                |